# C17H20N2O3
化学式C17H20N2O3（摩尔质量：300.35 g/mol）可以指：
- 联苯肼酯，CAS号：149877-41-8
- DA-Phen，CAS号：54653-55-3

|  | 这个同类索引页列出了具有相同分子式的化学物（即同分異構體）条目。 除非您是有意链接至本页，否则应将相应条目的内部链接指向正确的条目。 |